# Oxyscelio ceylonensis
Oxyscelio ceylonensis är en stekelart som först beskrevs av Alan Parkhurst Dodd 1920.  Oxyscelio ceylonensis ingår i släktet Oxyscelio och familjen Scelionidae. Inga underarter finns listade i Catalogue of Life.